# Alfred von Vivenot
Alfred Ritter Edler von Vivenot, ab 1867 Ritter von Vivenot, (* 6. August 1836 in Wien; † 9. Juli 1874 ebenda) war ein österreichischer Offizier und Historiker.

## Leben
Alfred von Vivenot war ein Sohn des Arztes Rudolph Edler von Vivenot aus der zweiten Ehe mit Antonie von Bergenthal (1820–1846) sowie Enkel des Wiener Arztes Dominik von Vivenot, der sich in der Zeit der Choleraepidemie 1830 verdient gemacht hatte. Er verfasste nach dem österreichisch-preußischen Krieg, in dem er als Hauptmann gedient hatte, zahlreiche Aufsätze und Bücher zu militärhistorischen Themen.
Der Mediziner und Klimatologe Rudolph von Vivenot war sein Halbbruder.
Alfred von Vivenot wurde auf dem Weidlinger Friedhof bei Wien bestattet.

## Werke

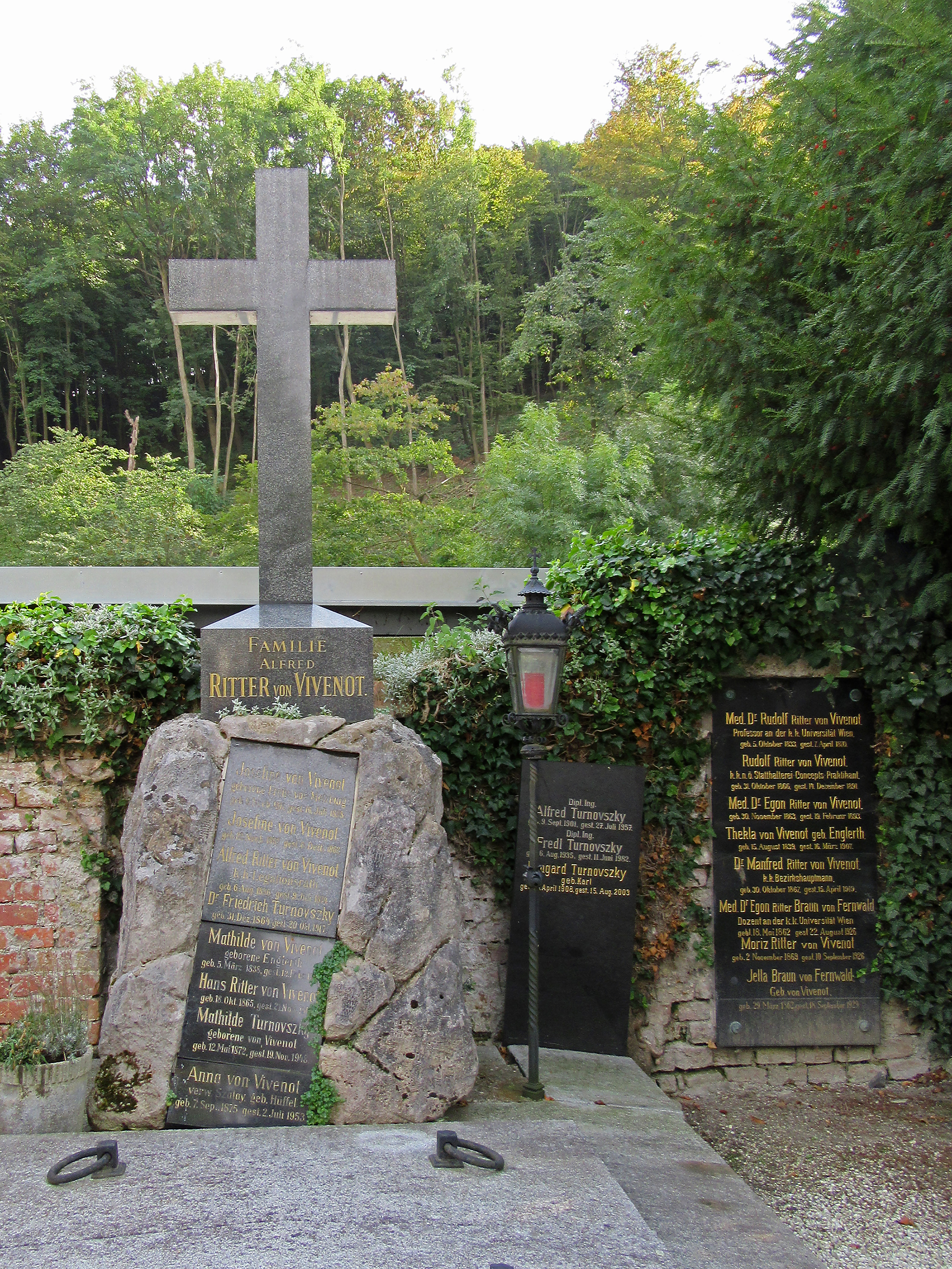
Grabstätte Alfred von Vivenot

- Thugut, Clerfait und Wurmser : Original-Documente aus dem K.K. Haus-, Hof- und Staats-Archiv und dem K.K. Kriegs-Archiv in Wien vom Juli 1794 bis Februar 1797. Wien 1869.
- Zur Geschichte des Baseler Friedens. Wien 1866.
- Herzog Albrecht von Sachsen-Teschen als Reichs-Feld-Marschall. Ein Beitrag zur Geschichte des Reichsverfalles und des Baseler Friedens. Wien 1866.
- Korssakoff und die Betheiligung der Russen an der Schlacht bei Zürich 1799. Wien 1869.
- Franz Graf Khevenhüller-Metsch. K. K. Feldzeugmeister. Eine biographische Skizze. Wien 1870.
- Zur Geschichte des Rastadter Congresses. Urkundliche Beiträge zur Geschichte der deutschen Politik Oesterreichs während der Kriege gegen die Französische Revolution. October 1797 - Juni 1799. Wien 1871.
- Zur Genesis der zweiten Theilung Polens. Wien 1872.

Aufsätze:
- Thugut und sein politisches System. Urkundliche Beiträge zur Geschichte der deutschen Politik des österreichischen Kaiserhauses während der Kriege gegen die französische Revolution. In: AÖG. 42, 1870, S. 363–493.